# Helgö (plaats)
Helgö is een plaats in de gemeente Ekerö in het landschap Uppland en de provincie Stockholms län in Zweden. De plaats heeft 107 inwoners (2005) en een oppervlakte van 48 hectare. De plaats ligt op het gelijknamige eiland Helgo.